# Alexis Jeannerod
Alexis Jeannerod, född 27 januari 1991, är en fransk längdskidåkare som debuterade i världscupen den 17 december 2011 i Rogla, Slovenien. Hans första pallplats i världscupen kom i stafett den 18 december 2016 i La Clusaz, Frankrike.